# WOMEX
WOMEX (сокращение от WOrld Music EXpo) — международная выставка в сфере поддержки и развития мировой музыки, базируется в Берлине. Экспозиции проходят ежегодно на разных площадках по всей Европе. Она воедино собирает ярмарку, конференции, рынок кинопродукции, сетевых сессий и наград. 
В 2009-2011 годы WOMEX будет проведена в Копенгагене (Дания), в партнерстве с WorldMusicFair Copenhage, Roskilde Festival, the Copenhagen Jazzfestival, а также туристической корпорацией Wonderful Copenhagen. Дополнительными партнерами мероприятия стали продюсерский центр Welcome, Датский центр по культуре и развитию, Global CPH и World Music Denmark.
WOMEX проходил: в Берлине (1994, 1999, 2000), в Брюсселе (1995), в Марселе (1997), в Стокгольме (1998), в Роттердаме (2001), в Эссен (2002, 2004), Ньюкасл-на-Тайне (2005) и Севилье (2003, 2006, 2007, 2008).